# Young Harris
Young Harris è un comune degli Stati Uniti d'America, situato nello Stato della Georgia, nella Contea di Towns.